# Dicrotendipes jonmartini
Dicrotendipes jonmartini är en tvåvingeart som beskrevs av Epler 1988. Dicrotendipes jonmartini ingår i släktet Dicrotendipes och familjen fjädermyggor. Inga underarter finns listade i Catalogue of Life.